# 福字麵
福字麵（英語：Fuku Noodle），簡稱福麵，是香港的一個即食麵品牌，最初由台灣統一集團持有，在1969年上市，生產商為統一食品（香港），至2013年由日清食品將該品牌收購。該款包裝即食麵採用油炸而成的伊麵麵餅，可以用熱水浸軟後食用，甚至可捏碎後直接進食，而且定價較主要競爭對手公仔麵和出前一丁為低，在香港曾經頗受歡迎，由於該品牌長期由源自台南的統一集團擁有，導致坊間認為該品牌的產品是從台灣引入，但實際上福字麵並沒有正式在台灣販售，該品牌的即食麵主要在泰國製造，及以福字為商標在香港銷售，直至由日清接手後轉至越南廠房生產。

## 概略
以前在油蔴地小輪的港外線渡輪上設有小賣部，到後來在新渡輪碼頭的小食店，長期有餐蛋麵出售。當年在船上的小賣部有薯片、蝦條、涼果等零食及包裝飲料出售，而餐蛋麵是在船上能夠買到的少數熱食，直至後來由杯麵自動售賣機取代。在渡輪上受限於船員的人手，又要盡快將食物供給顧客，小賣部又不是廚房，所以選用無須用鍋烹煮的即食伊麵。在小賣部工作的船員，只需將包裝袋內的麵餅和味粉放進發泡膠碗內，注入熱水，再放入餐肉及已煎好的雞蛋，蓋上碗蓋，顧客就可拿去座位，等伊麵在熱水浸泡兩三分鐘，就可以打開碗蓋食用。由1970年代開始先後採用超力伊麵、Hyfco麵及福字上湯伊麵。福字麵只需用熱水浸泡即可食用，不過在熱湯中的麵條是半硬半軟的，相對於公仔麵及出前一丁這類要放進鍋中烹煮三分鐘的即食麵，福字麵的麵條缺乏彈牙質感，但勝在快熟及成本低，對於要趕船的乘客而言，也能趁在船上的空閒時間吃一頓熱餐。
2015年，日清食品與759阿信屋合作，推出「福」點心系列。
2016年，日清食品收購福字麵後，把部份產品由泰國轉到越南生產，日清表示上湯伊麵的配方有少許調整，令麵質更有彈牙口感，但有網民投訴新配方比原有口感差。

## 外部連結
- 福字麵產品（页面存档备份，存于）